# Getting Away with Murder (album)
 (février 2020).
Si vous disposez d'ouvrages ou d'articles de référence ou si vous connaissez des sites web de qualité traitant du thème abordé ici, merci de compléter l'article en donnant les références utiles à sa vérifiabilité et en les liant à la section « Notes et références ».
Pour les articles homonymes, voir Getting Away with Murder.
Albums de Papa Roach
Lovehatetragedy
(2002) The Paramour Sessions
(2006)
Singles
1. Getting Away with Murder
Sortie : 31 juillet 2004
2. Scars
Sortie : 23 mai 2005

Getting Away with Murder est le quatrième album studio du groupe américain de nu metal Papa Roach sorti le 30 août 2004 sur le label Geffen Records. Plus rock que les albums précédents et totalement dépourvu de rap, Getting Away with Murder est un album plus mûr, variant les styles, et intégrant des ballades telles Scars. Celle-ci sera leur plus grand succès aux Etats-Unis, devenant ainsi leur seul chanson à se classer dans le top 20 du classement américain, ainsi que le top 40 du classement annuel. Le succès de "Scars" propulsera également les ventes de l'album, qui sera certifié disque de Platine aux États-Unis ( 1 000 000 exemplaires) et disque d'or au Canada. 

## Liste des chansons
Toutes les chansons sont écrites et composées par Jacoby Shaddix et Tobin Esperance (sauf mention contraire).
| No  | Titre                     | Auteur                              | Durée |
| --- | ------------------------- | ----------------------------------- | ----- |
| 1.  | Blood (Empty Promises)    |                                     | 2:55  |
| 2.  | Not Listening             |                                     | 3:09  |
| 3.  | Stop Looking Start Seeing |                                     | 3:08  |
| 4.  | Take Me                   |                                     | 3:26  |
| 5.  | Getting Away with Murder  | Shaddix, Esperance, Horton          | 3:12  |
| 6.  | Be Free                   |                                     | 3:17  |
| 7.  | Done with You             |                                     | 2:52  |
| 8.  | Scars                     |                                     | 3:28  |
| 9.  | Sometimes                 | Shaddix, Esperance, Buckner, Horton | 3:07  |
| 10. | Blanket of Fear           |                                     | 3:21  |
| 11. | Tyranny of Normality      |                                     | 2:40  |
| 12. | Do or Die                 | Shaddix, Esperance, Horton          | 3:25  |

## Certifications
| Pays                  | Certification |
| --------------------- | ------------- |
| Canada (Music Canada) | Or            |
| États-Unis (RIAA)     | Platine       |
| Royaume-Uni (BPI)     | Argent        |